# Puchar Borysa Jelcyna 2012
Puchar Borysa Jelcyna – X. edycja towarzyskiego turnieju siatkarskiego, który trwał od 4 lipca do 8 lipca. W turnieju udział wzięły 4 reprezentacje oraz gospodynie, Rosjanki:
- Brazylia
- Kuba
- Polska
- Rosja
- Włochy

## Wyniki
| Data | Godz. | Drużyna 1 | Wynik | Drużyna 2 | 1     | 2     | 3     | 4     | 5 | Widzów | * |
| ---- | ----- | --------- | ----- | --------- | ----- | ----- | ----- | ----- | - | ------ | - |
| 4.07 | 17:00 | Brazylia  | 3:1   | Włochy    | 15:25 | 28:26 | 25:21 | 25:21 |   |        |   |
| 4.07 | 19:30 | Rosja     | 3:0   | Polska    | 25:16 | 25:18 | 25:16 |       |   |        |   |
| 5.07 | 17:00 | Polska    | 0:3   | Brazylia  | 18:25 | 13:25 | 12:25 |       |   |        |   |
| 5.07 | 19:00 | Rosja     | 3:1   | Kuba      | 20:25 | 28:26 | 25:15 | 25:21 |   |        |   |
| 6.07 | 17:00 | Włochy    | 3:0   | Polska    | 26:24 | 25:20 | 25:22 |       |   |        |   |
| 6.07 | 19:00 | Brazylia  | 1:3   | Kuba      | 24:26 | 25:19 | 18:25 | 23:25 |   |        |   |
| 7.07 | 16:00 | Włochy    | 3:0   | Kuba      | 25:20 | 25:18 | 25:23 |       |   |        |   |
| 7.07 | 18:00 | Rosja     | 3:0   | Brazylia  | 25:22 | 25:17 | 25:22 |       |   |        |   |
| 8.07 | 15:00 | Polska    | 1:3   | Kuba      | 19:25 | 14:25 | 25:20 | 21:25 |   |        |   |
| 8.07 | 17:00 | Włochy    | 0:3   | Rosja     | 23:25 | 18:25 | 22:25 |       |   |        |   |

Tabela:
| Lp. | Drużyna  | Pkt | Mecze | Mecze | Mecze | Sety | Sety | Sety   | Małe punkty | Małe punkty | Małe punkty |
| Lp. | Drużyna  | Pkt | M     | W     | P     | wyg. | prz. | ratio  | zdob.       | str.        | ratio       |
| --- | -------- | --- | ----- | ----- | ----- | ---- | ---- | ------ | ----------- | ----------- | ----------- |
| 1   | Rosja    | 12  | 4     | 4 (0) | 0 (0) | 12   | 1    | 12.000 | 75          | 50          | 1.500       |
| 2   | Włochy   | 6   | 4     | 2 (0) | 2 (0) | 7    | 6    | 1.167  | 93          | 93          | 1.000       |
| 3   | Brazylia | 6   | 4     | 2 (0) | 2 (0) | 7    | 7    | 1.000  | 93          | 93          | 1.000       |
| 4   | Kuba     | 6   | 4     | 2 (0) | 2 (0) | 7    | 8    | 0.875  | 0           | 0           | MAX         |
| 5   | Polska   | 0   | 4     | 0 (0) | 4 (0) | 1    | 12   | 0.083  | 236         | 321         | 0.735       |

Źródło: fivb.org
Punktacja: 3:0 i 3:1 – 3 pkt; 3:2 – 2 pkt; 2:3 – 1 pkt; 1:3 i 0:3 – 0 pkt
Zasady ustalania kolejności: 1. liczba punktów; 2. liczba zwycięstw; 3. stosunek setów; 4. stosunek małych punktów; 5. bilans w bezpośrednich meczach

## Klasyfikacja końcowa
| Miejsce | Reprezentacja |
| ------- | ------------- |
| 1.      | Rosja         |
| 2.      | Włochy        |
| 3.      | Brazylia      |
| 4.      | Kuba          |
| 5.      | Polska        |

## Nagrody indywidualne
| Najlepsza zawodniczka (MVP) | Najlepsza atakująca | Najlepsza blokująca | Najlepsza serwująca | Najlepsza rozgrywająca | Najlepsza przyjmująca |
| --------------------------- | ------------------- | ------------------- | ------------------- | ---------------------- | --------------------- |
| Jekatierina Gamowa          | Yanelis Santos      | Gyselle Silva       | Kinga Kasprzak      | Eleonora Lo Bianco     | Gabi                  |